# Schloss Schlanz

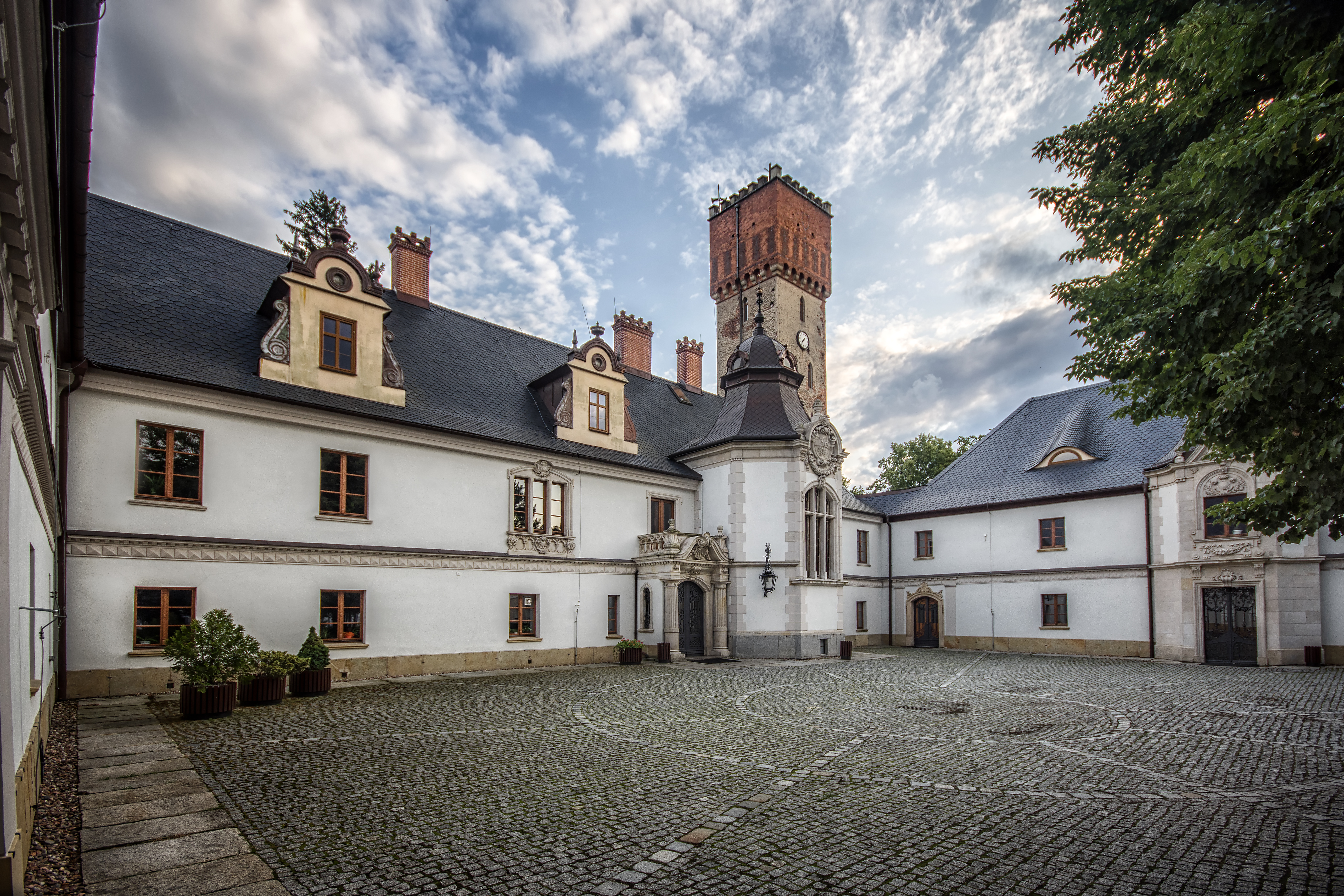
Innenhof des Schlosses Schlanz

Schloss Schlanz (polnisch Pałac w Krzyżowicach) ist eine gut erhaltene Schlossanlage in Krzyżowice (Schlanz) in der Landgemeinde Kobierzyce im Powiat Wrocławski der Woiwodschaft Niederschlesien in Polen.

## Geschichte

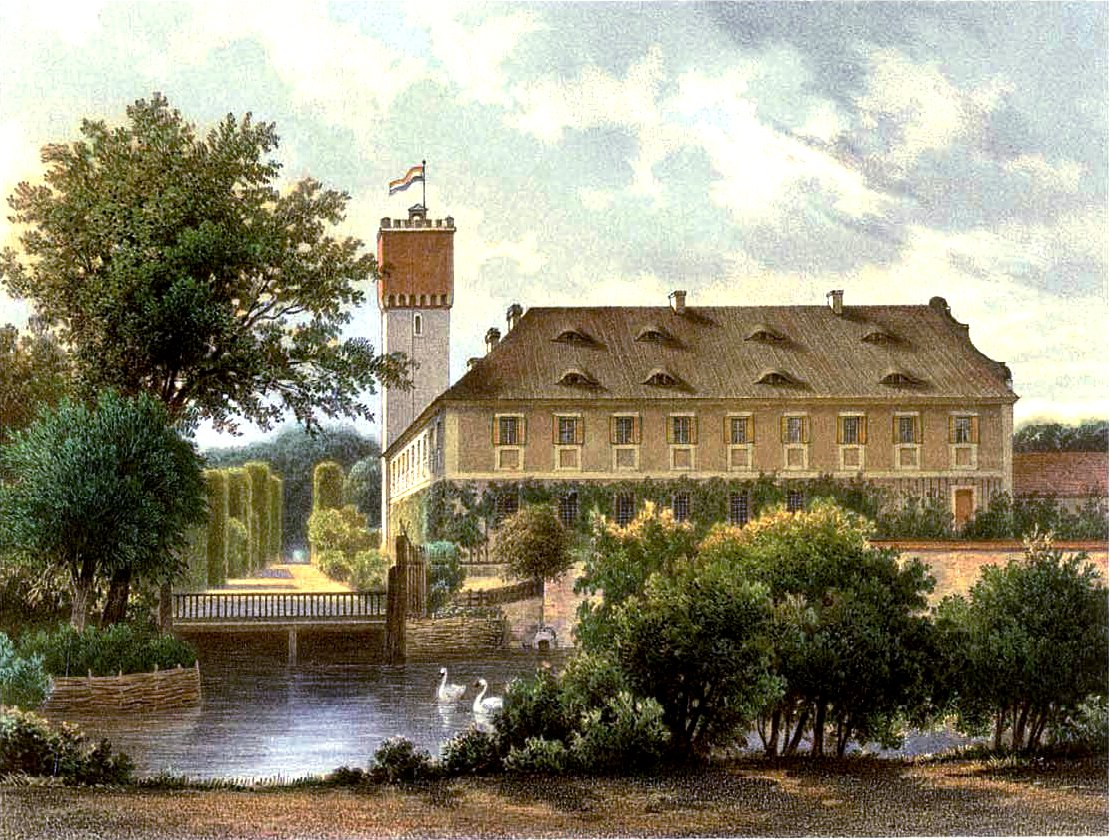
Gut Schlanz, Sammlung Alexander Duncker

Das Dorf Schlanz ist 1307 als „Slanza“ erstmals belegt. Zu dieser Zeit wurde vermutlich ein Wohnturm errichtet, dessen Reste bis heute nachweisbar sind. 1574 wurde das Gebäude unter den Freiherren Saurma zu einem Rittergut mit Turm und Wallgraben ausgebaut. Von diesem Gebäude sind noch Mauerreste erhalten. Nach 1550 waren die Freiherren von Reichell Besitzer des Gutes. Diese ließen 1713 ein barockes Herrenhaus, einen Seitenflügel und ein Gesindehaus südlich des bestehenden Rittersitzes errichten. 
Ab 1854 ließ Benno von Tschirschky-Reichell das Ensemble durch Anbindung des Gesindehauses zu einer Dreiflügelanlage erweitern. Nach einem Brand wurde der Hauptflügel in einer Stilmischung aus Neobarock und Neorenaissance wiederhergestellt. Zugleich wurden zwei neue Treppenhäuser, ein Standerker und ein repräsentatives Hauptportal errichtet. Von 1908 bis 1945 waren die Grafen von Eulenburg Besitzer des Guts. Im Mai 1945 floh Marie-Antoinette zu Eulenburg, kehrte jedoch bald zurück und nahm den Gutsbetrieb wieder auf.
Nachdem Schlanz als Folge des Zweiten Weltkriegs 1945 mit fast ganz Schlesien an Polen gefallen war, wurde Gut Schlanz als ein landwirtschaftliches Lehr- und Versuchsgut der Universität Breslau übertragen. Seit 1989 ist im Schloss ein Schulzentrum mit einem Internat untergebracht.
Im Inneren sind große Teile der historischen Wanddekoration erhalten. Der Garten beruht auf einer barocken Anlage mit hohen Heckenwänden.